# (20832) Santhikodali
(20832) Santhikodali (2000 UQ47) – planetoida z pasa głównego asteroid okrążająca Słońce w ciągu 4,64 lat w średniej odległości 2,78 j.a. Odkryta 24 października 2000 roku.